# Борго Пјаве (Лече)
Борго Пјаве (итал. Borgo Piave) је насеље у Италији у округу Лече, региону Апулија.
Према процени из 2011. у насељу је живело 204 становника. Насеље се налази на надморској висини од 22 м.